# Фракийский университет (Болгария)
Фракийский Университет (болг. Тракийски Университет, аббревиатура — ТрУ) создан по решению Народного собрания Болгарии 17 июля 1995 года, в результате объединения Высшего института зоотехники и ветеринарной медицины (основан в 1923 году в Софии, перебазирован в 1975 году в Стара-Загора) и Высшего медицинского института — г. Стара-Загора (основан в 1982 году).
Ныне в ТрУ обучаются более 4 тысяч студентов, 300 из которых иностранцы, из 20 разных стран Европы, Азии, Африки и Америки.
Преподавательский состав составляет 646 человек, 227 из которых — профессора и доценты.

## Факультеты

### Аграрный
Специальности:
- Животноводство
- Агрономия
- Экология и охрана окружающей среды
- Аграрная экономика
- Региональное планирование и развитие сельских районов
- Аграрное инженерство

Кафедры:
- Биология и аквакультура
- Биохимия, Микробиология и Физика
- Генетика, разведение и репродукция
- Животноводство — жвачных животных и молочное дело
- Животноводство — нежвачных и других животных
- Экономика
- Информатика и математика
- Прикладная экология и зоогигиена
- Менеджмент
- Механизация и сграды в земледелии
- Морфология, физиология и питание животных
- Растениеводство
- Региональное развитие

### Ветеринарно-медицинский
Специальности:
- Ветеринарная медицина

Кафедры:
- Акушерство, репродукция и репродуктивные нарушения
- Ветеринарная анатомия, гистология и эмбриология
- Ветеринарная микробиология, инфекционные и паразитные болезни
- Ветеринарная хирургия
- Фармакология, ветеринарно-медицинская физиология и физиологической химией
- Внутренние и незаразные болезни
- Общая и клиническая патология животных
- Общее животноводство
- Гигиена, технология и контроль пищевых продуктов, ветеринарное законодательство и менеджмент
- Иностранные языки
- Физическая подготовка и спорт

### Медицинский
Специальности:
- Медицина
- Социальные дейности
- Управление здравных услуг
- Медицинская сестра
- Акушерка

Кафедры:
- Молекулярная биология, иммунология и медицинская генетика
- Медицинская физика, биофизика и образная диагностика
- Медицинская химия и биохимия
- Анатомия
- Физиология, патофизиология и фармакология
- Внутренные болезни и клиничная лаборатория
- Хирургия, неврохирургия и урология
- Специальная хирургия, ортопедия, травматология, физиотерапия и рехабилитация
- Общая медицина, медицина катастроф, анестезиология и реанимация
- Общая и клиничная патологическая анатомия
- Судебная медицина, деонтология и иностранные языки
- Неврология и психиатрия
- Оториноларингология, дерматология и венерология
- Инфекционные болезни и эпидемиология
- Микробиология
- Акушерство и гинекология
- Детские болезни
- Социальная медицина и здравной менеджмент
- Социальные дейности и спорт

### Колледжи и департаменты
- Департамент информации и повышения квалификации учителей
- Болгаро-германский аграрный колледж
- Медицинский колледж — г. Стара-Загора
- Медицинский колледж — г. Сливен
- Медицинский колледж — г. Хасково
- Медицинский колледж — г. Ямбол